# Símun av Skarði

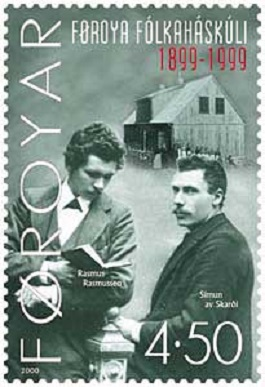
Rasmussen und av Skarði auf einer färöischen Briefmarke von 2000 anlässlich des 100. Jahrestages der Volkshochschule der Färöer.

Símun av Skarði [ˈsʊimʊn ɛaf ˈskɛaɹɪ] (* 3. Mai 1872 in Skarð, Färöer; † 9. Oktober 1942 in Tórshavn) war ein färöischer Lehrer für Geschichte und Sprachen, zusammen mit Rasmus Rasmussen ist er der Begründer der Volkshochschule der Färöer.
Símun av Skarði ist auch bekannt als der Dichter der Nationalhymne der Färöer. Er ist einer der Pioniere bei der Durchsetzung der färöischen Sprache in der Volksbildung der Färinger.

## Leben
Símun ist der Sohn von Elsa (geborene Matras aus Viðareiði) und Johannes Johannessen aus Skarð. Aus Skarð bedeutet auf Färöisch av Skarði und wurde dann als Familienname genommen.
Símun av Skarði studierte bis 1896 an der Pädagogischen Hochschule der Färöer (Føroya Læraraskúli) und im Anschluss drei Jahre in Dänemark, wo er seinen Landsmann Rasmus Rasmussen kennenlernte. Zusammen fassten sie den Plan, nach Grundtvigs Vorbild eine Volkshochschule auf den Färöern zu gründen. Gleich nach ihrer Rückkehr auf die Färöer  1899 wurde die VHS Fagralíð westlich von Klaksvík eröffnet.
1901 heiratete Símun av Skarði Sanna Jacobsen, die er aus seiner Studienzeit am Lehrerseminar in Tórshavn kannte. Zusammen hatten sie die Tochter Sigrid av Skarði Joensen (1908–1975). 1909 zogen sie mit der Volkshochschule von Klaksvík in die Hauptstadt um. 1911 kam der Sohn Jóhannes av Skarði zur Welt.
1906 bis 1914 saß Símun av Skarði für die Sjálvstýrisflokkurin (Selbständigkeitspartei, gegr. 1906) im Løgting.
Símun av Skarði prägte den färöischen Sprachenstreit durch die Macht des Faktischen entscheidend mit, denn seine Volkshochschule war die erste Schule auf den Färöern, wo die färöische Sprache auf dem Lehrplan stand. Und das keineswegs nur als Sprachkurs. Alle anderen Fächer wurden auch in Färöisch unterrichtet. Bis zu seinem Tode 1942 war er Leiter der Volkshochschule.

## Werkverzeichnis
- Tú alfagra land mítt. Nationalhymne der Färöer
- Jólasálmar og morgun- og kvøldsálmar. Tórshavn: Fram 1913 (30 S., Weihnachtslieder und Morgen- und Abendlieder, zusammengetragen von Jákup Dahl und Símun av Skarði)
- Vár: sjónleikur í fimm pørtum. 2. Ausgabe. Tórshavn: Ungu Føroyar, 1960. (67 S. „Frühling: Schauspiel in fünf Teilen“)
- Turið Sigurðardóttir (Hrsg.): Streingir, ið tóna. (Gesammelte Werke, 7 Bände, herausgegeben von seiner Enkelin)
  - Streingir, ið tóna: Yrkingar. Tórshavn, Forlagið Fannir, 1998. ISBN 99918-49-20-3. (176 S., Gedichte)
  - Streingir, ið tóna II: Søguligar greinir, skaldskapur og søga. Tórshavn, Forlagið Fannir, 1999. ISBN  99918-49-25-4 (257 S. Geschichtliche Arbeiten, Dichtkunst und Geschichte)
  - Streingir, ið tóna III: Skald og skaldskapur, mál og upplýsing, mentan ... Tórshavn, Forlagið Fannir, 2000. ISBN  99918-49-27-0 (446 S., Dichtung, Sprache, Kultur)
  - Streingir, ið tóna IV: Søgur og ævintýr. Tórshavn, Forlagið Fannir, 2001. ISBN 99918-49-31-9 (274 S., Geschichten und Märchen)
  - Streingir, ið tóna V: Søgur og ævintýr. Tórshavn, Forlagið Fannir, 2002. ISBN 99918-49-31-9 (102 S., Geschichten und Märchen)
  - Streingir, ið tóna VI: Vár og Víkingarnir á Hálogalandi. Tórshavn, Forlagið Fannir, 2003. ISBN 99918-49-37-8 (161 S., zwei Stücke)
  - Streingir, ið tóna VII:  Skaldsøgan Strondin bláa eftir Kristmann Guðmundsson. Tórshavn, Forlagið Fannir, 2004. ISBN 99918-49-38-6 (290 S., av Skarðis Übersetzung von „Den blå kyst“ von Kristmann Guðmundsson)